# 부천버스
부천버스 (富川―, 영어: Bucheon Bus)는 경기도 부천시의 시내버스 운수 업체로 본사는 경기도 부천시 오정구 벌말로 43 (대장동)에 있다.

## 역사
초창기에는 부평여객이였다가 IMF 이후 경성여객이 인수하였으며, 2002년 8월 1일 사명을 경성여객에서 부천버스로 변경하였다. 2014년에 선진그룹 버스사업부문에서 독립하였다.

## 현황
2022년 1월 기준이다.
| 운행업체 | 보유 노선수 | 보유 노선수 | 보유 노선수 | 보유 노선수 | 보유 노선수 | 등록 대수 | 등록 대수 | 등록 대수 | 등록 대수 | 등록 대수 |
| -------- | ----------- | ----------- | ----------- | ----------- | ----------- | --------- | --------- | --------- | --------- | --------- |
| 운행업체 | 노선 합계   | 광역급행    | 직행좌석    | 일반좌석    | 시내일반    | 대수 합계 | 광역급행  | 직행좌석  | 일반좌석  | 시내일반  |
| 부천버스 | 4           | -           | -           | -           | 4           | 128       | -         | -         | -         | 128       |

## 운행 노선
| 노선번호 | 기점           | 경유지 | 종점           | 배차간격 (분) | 비고               |
| -------- | -------------- | --- | -------------- | ------------- | ------------------ |
| 10       | 옥길지구       | 부천일루미스테이트 - 범박동행정복지센터 - 범박힐스테이트 - 괴안동행정복지센터- 역곡역 - 유한대학교 - 성공회대학교 - 오류동역 - 개봉역 - 동양미래대학교 - 구일역 - 구로역 - 신도림역 - 영등포역 - 여의도환승센터 - 여의나루역 - 국회의사당 - KBS | 여의도환승센터 | 5~12          | 구.920번 → 구.92번 |
| 10A      | 옥길지구       | 소사경찰서 - 스타필드시티부천 - 부천일루미스테이트 - 범박동행정복지센터 - 범박힐스테이트 - 괴안동행정복지센터 - 괴안우체국 - 역곡3동행정복지센터                                                                                                | 역곡역         | 10~25         |                    |
| 83       | 대장공영차고지 | 부천테크노파크 - 아인스월드 - 상동역 - 송내역환승센터 - 중동역 - 부천역 - 소사역 - 역곡역 - 유한대학교 - 성공회대학교 - 오류동역 - 개봉역 - 동양미래대학교 - 구일역 - 구로역 - 신도림역 - 영등포역                                              | 여의도환승센터 | 8~15          | 구.905번           |
| 88       | 대장공영차고지 | 계양구청 - 계산역 - 작전역 - 산곡역 - 부평시장역 - 부평역 - 송내역 - 중동역 - 부천역 - 소사역 - 역곡역 - 유한대학교 - 성공회대학교 - 오류동역 - 개봉역 - 동양미래대학교 - 구일역 - 구로역 - 신도림역 - 영등포역                                 | 여의도환승센터 | 4~8           |                    |

## 미운행 노선 (폐선 또는 타 회사로 이관, 형간전환 노선 포함)
- ● 15번: 다정한마을 - 석천중학교 - 부천터미널 소풍 - 푸른마을 - 백송마을 · 하얀마을 - 제일교회 - 벛꽃마을 - 송내 북부역 (부일교통으로 노선 이관, 구 90-1번.)
- ● 16번: 송내 북부역 - 복사골문화센터 - 부천정보산업고등학교 - 상원고등학교 - 홈플러스 부천점 - 진달래마을 - 미래타운 - 삼산동 농수산물도매시장 (소신여객으로 노선 이관, 구.90-2번)
- ● 80번: 원창동 - 가정오거리 - 효성동 - 작전역 - 계산역 - 계산지구 - 이마트 작전점 - 서운동 - 부천자동차검사장 - 부천 나들목 - 내동주유소 - 신흥동 주민센터 - 삼정초등학교 - 신흥시장 - 다니엘병원 - 중흥고등학교 - 부천시청 - 현대백화점 - 순천향대학부천병원 - 꿈동산마을 · 사랑마을 - 반달마을 입구 - 송내역 - 중동역 - 부천역 - 역곡역 - 유한대학교 (선진여객으로 노선 이관하고 2009년 10월에 송내역으로 단축.)
- ● 87번: 동양지구 - 박촌역 - 임학역 - 그랜드마트 - 계양구청 - 계산지구 - 이마트 작전점 - 부평 순복음교회 - 롯데마트 - 영상문화단지 - 상동지하차도 입구 - 부천터미널 소풍 - 현대백화점, 이마트 - 부천중앙공원 - 순천향대학부천병원 - 삼광교회 - 꿈동산마을 · 사랑마을 - 반달마을 입구 - 송내역 (선진여객으로 노선 이관.)
- ● R88번: 계산동 - 작전역 - 갈산역 - 부평역 - 부개사거리 - 송내 남부역 입구 - 자유시장 - 부천 남부역 - 소사역 - 역곡 남부역 - 유한대학 - 온수역 입구 - 오류동역 - 개봉역 - 동양미래대학 - 구일역 - 구로역 - 신도림역 - 영등포역 - 신길역 - 대방역 - 노량진역 - 중앙대학교 - 국립현충원 - 동작역 - 이수교차로 - 구반포 - 고속터미널역 (시외완행버스, 2001년 12월 88번 도시형버스로 형간 전환.)
- ● 90번: 송내역 - 복사골문화센터 - 반달마을 - 부천정보고-상동우체국 - 하얀,백송마을 -행복한,푸른마을,상일중 - 홈플러스,센터프라자 - 드림모아 세이브존 - 진달래마을 대우 아파트 - 다정한 마을 주공 아파트 - 테크노 파크 [2009년에 90번버스 신설후 구)90-1/15번에 통폐합]
- ● 95번: 대장공영차고지 - 봉오대로 - 오정동 - 원종동 - 미성주유소 - 여월동 - 부천종합운동장 - 석왕사 - 소사역 - 진영공업고등학교 (성광운수로 노선 이관.)
- ● 95-1번: 대장공영차고지 - 봉오대로 - 오정동 - 내촌고가차도 - 화성빌라 - 성곡동 주민센터 - 밤골 - 역곡역 - 양문교회 (부일교통으로 노선 이관, 35번 변경 후 폐선.)
- ● 96번: 삼산체육관 - 부개 주공 - 웅진플레이도시 - 송내역 - 시민회관 - 부천역 - 소사어울마당 - 괴안사거리 - 범박힐스테이트1,3단지 -범박고등학교 -범박휴먼시아2단지 (소신여객으로 노선 이관뒤 부일교통으로 이관.)
- ● 905번: 다정한마을 - 진달래마을 - 홈플러스 - 백송마을 · 하얀마을 - 복사골문화센터 - 꿈동산마을 · 사랑마을 - 상동시장 - 중동역 - 시민회관 - KT 부천지사 - 자유시장 - 부천 남부역 - 소사역 - 역곡 남부역 - 유한대학 - 온수역 입구 - 오류동역 - 개봉역 - 동양미래대학 - 구일역 - 구로역 - 신도림역 - 영등포역 - 여의도역 - 여의도 버스 환승센터 - 여의도공원 (심야좌석버스, 2009년 10월 8일 83번 도시형버스로 형간 전환. 이 노선은 세풍운수에서 양도 받은 노선이다.)
- ● 88-1번: 송내역 - 중동역 - 송내사회체육관,부천고,부천공고 - 자유시장 - 부천역 - 소사역 - 역곡역 - 유한대학교 - 성공회대학교 - 오류동역 - 개봉역 - 동양미래대학교 - 구일역 - 구로역 - 신도림역 - 영등포역 - 여의도환승센터 (2018년 7월 1일 폐지), 88번으로 대체 청천동출발, 중앙병원입구 출발로 노선이동

## 보유 차량

#### KGM커머셜
- 에디슨모터스 E-화이버드

#### 현대자동차
- 현대 일렉시티

## 갤러리

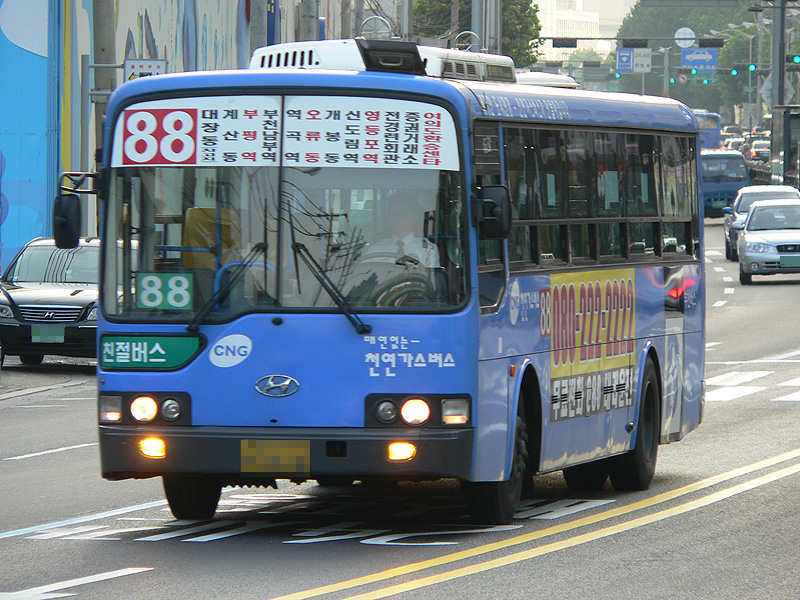
부천시내버스 88번 (서울특별시 간선버스 도색)
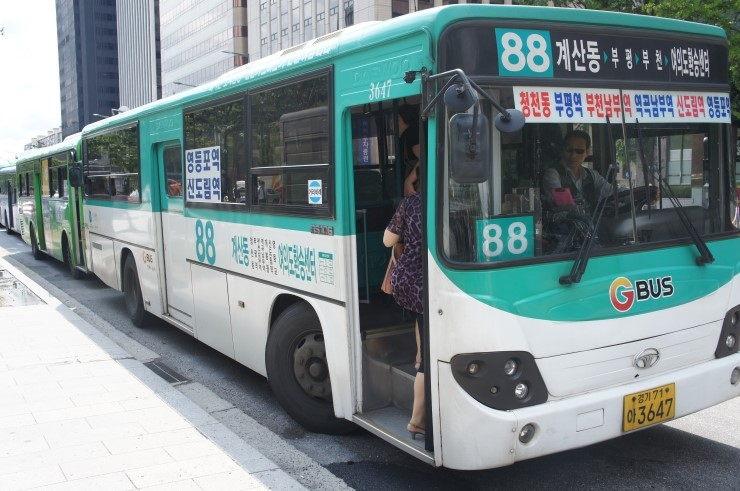
부천시내버스 88번
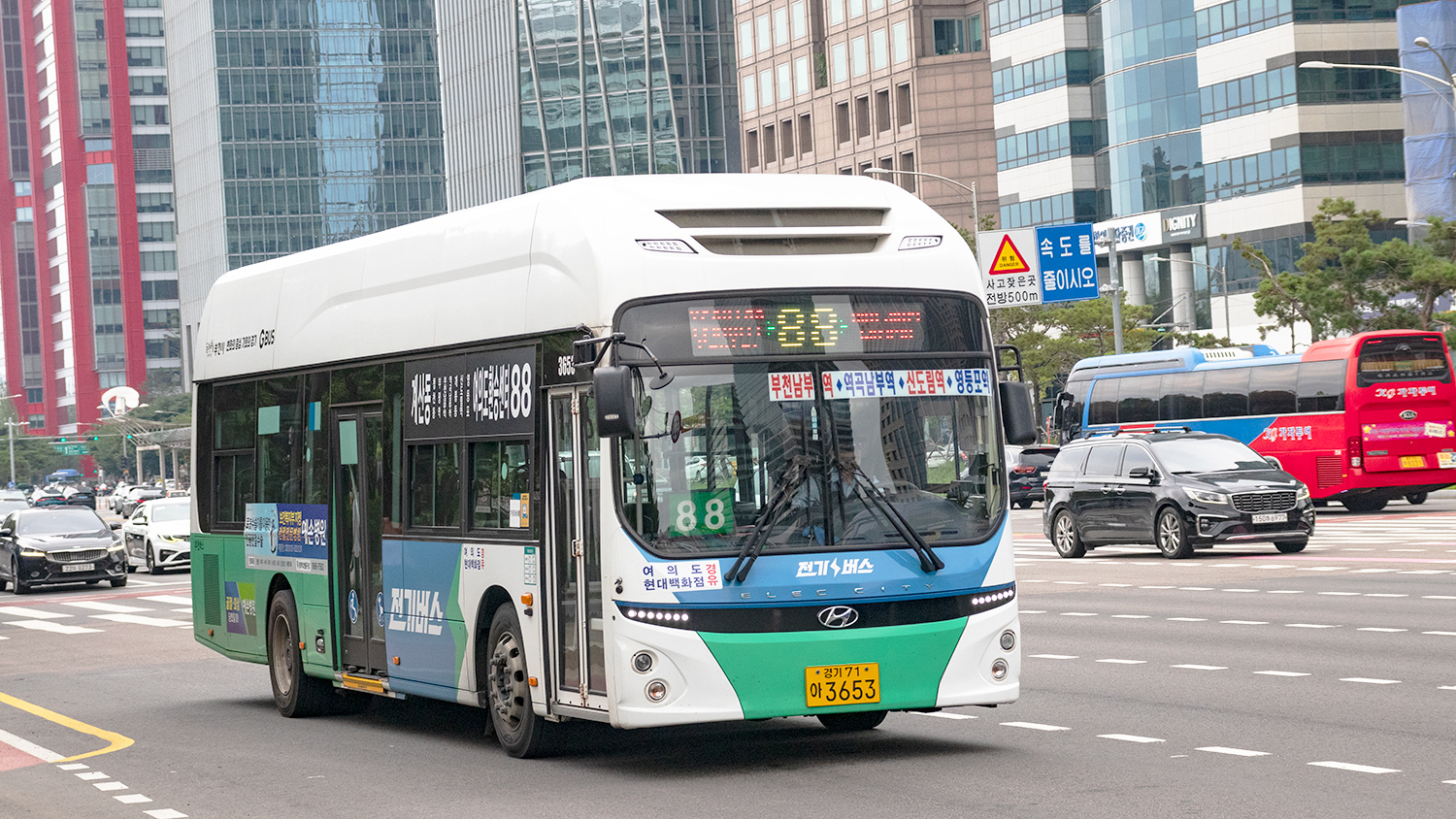
부천시내버스 88번